# Ladenbergia chapadensis
Ladenbergia chapadensis é uma espécie de plantas com flores, que foi descrita pela primeira vez por Spencer Le Marchant Moore. Ladenbergia chapadensis pertence ao gênero Ladenbergia, e família Rubiaceae. É encontrado no Brasil.